# John Gray (reżyser)
John Gray (ur. 1958 w Nowym Jorku w okręgu Brooklyn) amerykański reżyser, scenarzysta i producent filmowy. Jest twórcą serialu dla kanału CBS Zaklinacz dusz z udziałem Jennifer Love Hewitt. Był także scenarzystą i reżyserem wielu filmów telewizyjnych, takich jak remake z 1976 roku filmu Helter Skelter, Martin i Lewis, Hunley, Dzień w którym zastrzelono Lincolna.
Od 2006 roku jest żonaty z Melissą Jo Peltier, producentką filmową.

## Wybrana filmografia
| - White Irish Drinkers (2010) - Cesarstwo (2005, Empire) (serial) - Zaklinacz dusz (2005, Ghost Whisperer) (serial) - Helter Skelter (2004) - Martin i Lewis (2002, Martin and Lewis) - Piosenka Briana (2001, Brian's Song) - Siódmy strumień (2001, Seventh Stream, The) - Bezpieczny port (2001, Haven) - Hunley (1999, Hunley, The) - Dzień w którym zastrzelono Lincolna (1998, Day Lincoln Was Shot, The) - Nieuchwytny (1996, Born to Be Wild) - Zew Natury (1995, Martin and Lewis) - Miejsce dla Annie (1994, Place for Annie, A) - Amerykańska historia (1992, American Story, An) - Obsesja (1991, Marla Hanson Story, The) - Zagubiony Capone (1990, Lost capone, The) - Nie ufaj znajomemu (1989, When He's Not a Stranger) - Billy Galvin (1986) |  | - White Irish Drinkers (2010) - Zaklinacz dusz (2005 - 2010, Ghost Whisperer) (serial) - Helter Skelter (2004) - Martin i Lewis (2002, Martin and Lewis) - Siódmy strumień (2001, Seventh Stream, The) - Śpij słodko, kochanie (1995, Sleep, Baby, Sleep) - Amerykańska historia (1992, American Story, An) - Obsesja (1991, Marla Hanson Story, The) - Zagubiony Capone (1990, Lost capone, The) - Billy Galvin (1986) - Zaklinacz dusz (2005, Ghost Whisperer) (serial) |